# 2e conseil des ministres du Canada

Le 2e conseil des ministres du Canada fut formé du cabinet durant le gouvernement de Alexander Mackenzie. Ce conseil fut en place du 7 novembre 1873 au 8 octobre 1878, soit durant les deux derniers mois de la 2e législature, ainsi que durant l'ensemble de la 3e législature. Ce gouvernement fut dirigé par le Parti libéral du Canada.

## Conseils des ministres et membre du cabinet
- Premier ministre du Canada

1. 1873-1878 Alexander Mackenzie

- Surintendant général des Affaires indiennes

1. 1873-1876 David Laird
2. 1876-1876 Richard William Scott (Sénateur)
3. 1876-1878 David Mills

- Ministre de l'Agriculture

1. 1873-1876 Luc Letellier de St-Just (Sénateur)
2. 1876-1877 Isaac Burpee (Sénateur)
3. 1877-1878 Charles Alphonse Pantaléon Pelletier (Sénateur)

- Président du Conseil privé

1. 1873-1874 Vacant
2. 1874-1875 Lucius Seth Huntingdon
3. 1875-1875 Vacant
4. 1875-1877 Joseph Édouard Cauchon
5. 1877-1878 Dominick Edward Blake
6. 1878-1878 Vacant

- Ministre des Douanes

1. 1873-1878 Isaac Burpee

- Ministre des Finances

1. 1873-1878 Richard John Cartwright

- Ministre de l'Intérieur

1. 1873-1876 David Laird
2. 1876-1876 Richard William Scott (Sénateur)
3. 1876-1878 David Mills

- Ministre de la Justice et procureur général du Canada

1. 1873-1874 Antoine-Aimé Dorion
2. 1874-1874 Albert James Smith (Intérim)
3. 1874-1875 Télesphore Fournier
4. 1875-1877 Dominick Edward Blake
5. 1877-1878 Toussaint Antoine Rodolphe Laflamme

- Ministre de la Marine et des Pêcheries

1. 1873-1878 Albert James Smith

- Ministre de la Milice et de la Défense

1. 1873-1874 William Ross
2. 1874-1878 William Berrian Vail
3. 1878-1878 Alfred Gilpin Jones

- Ministre des Postes

1. 1873-1875 Donald Alexander Macdonald
2. 1875-1875 Vacant
3. 1875-1875 Télesphore Fournier
4. 1875-1875 Vacant
5. 1875-1878 Lucius Seth Huntingdon

- Ministre sans portefeuille

1. 1873-1874 Dominick Edward Blake
2. 1873-1874 Richard William Scott

- Receveur général

1. 1873-1878 Thomas Coffin

- Ministre du Revenu intérieur

1. 1873-1874 Télesphore Fournier
2. 1874-1876 Félix Geoffrion
3. 1876-1877 Toussaint Antoine Rodolphe Laflamme
4. 1877-1877 Joseph Édouard Cauchon
5. 1877-1878 Wilfrid Laurier

- Secrétaire d'État du Canada

1. 1873-1874 David Christie (Sénateur)
2. 1874-1878 Richard William Scott (Sénateur)

- Ministre des Travaux publics

1. 1873-1878 Alexander Mackenzie